# 긴급피난
| |
| 형법 刑法 |
| 형법학 · 범죄 · 형벌 죄형법정주의 |
| 범죄론 |
| 구성요건 · 실행행위 · 부작위범 간접정범 · 미수범 · 기수범 · 중지범 불능범 · 상당인과관계 고의 · 고의범 · 착오 과실 · 과실범 공범 · 정범 · 공동정범 공모공동정범 · 교사범 · 방조범 |
| 항변 |
| 위법성조각사유 · 위법성 · 책임 · 책임주의 책임능력 · 심신상실 · 심신미약 · 정당행위 · 정당방위 · 긴급피난 · 오상방위 · 과잉방위 · 강요된 행위                                     |
| 죄수 |
| 상상적 경합 · 연속범 · 병합죄 |
| 형벌론 |
| 사형 · 징역 · 금고 벌금 · 구류 · 과료 · 몰수 법정형 · 처단형 · 선고형 자수 · 작량감경 · 집행유예                                                                                  |
| 대인범죄 |
| 폭행죄 · 상해치사죄 · 절도죄 |
| 성범죄 · 성매매알선 · 강간죄 |
| 유괴 · 과실치사상죄 · 살인죄 |
| 대물범죄 |
| 손괴죄 · 방화죄 |
| 절도죄 · 강도죄 · 사기죄 |
| 사법절차 방해죄 |
| 공무집행방해죄 · 뇌물죄 |
| 위증죄 · 배임죄 |
| 미완의 범죄 |
| 시도 · 모의 · 공모 |
| 형법적 항변 |
| 자동증, 음주 & 착오 |
| 정신 이상 · 한정책임능력 |
| 강박 · 필요 |
| 도발 · 정당방위 |
| 다른 7법 영역 |
| 헌법 · 민법 · 형법 |
| 민사소송법 · 형사소송법 · 행정법 |
| 포털: 법 · 법철학 · 형사정책 |
| v • d • e • h |

긴급피난(緊急避難)은 형법에서 도덕적 정당성이 위법성을 조각하는 경우 중 하나이다. 자기 또는 타인의 법익에 대한 현재의 위난을 피하기 위한 상당한 행위를 긴급피난이라고 한다.(형법 제22조) 위난의 원인은 무제한이며 적법 위법을 불문한다.

## 조문
형법 제22조
① 자기 또는 타인의 법익에 대한 현재의 위난을 피하기 위한 행위는 상당한 이유가 있는 때에는 벌하지 아니한다.
② 위난을 피하지 못할 책임이 있는 자에 대하여는 전항의 규칙을 적용하지 아니한다.
③ 전조 제2항과 제3항의 규정은 본조에 준용한다

## 정당방위와 구별
정당방위는 위법한 침해를 전제로 하고, 방위행위는 직접적인 침해자를 대상으로 하기 때문에 부정 대 정의 관계로 표현되지만, 긴급피난은 위난의 원인의 위법, 적법을 불문하고, 피난행위도 위난을 야기시킨 자뿐만 아니라 이와 무관한 제3자에게도 가능하기 때문에 정 대 정의 관계로 표현된다.

## 사례
- 물려고 덤벼든 개를 부득이하게 죽이는 행위 따위가 이에 속한다.
- 소방대원의 경우 위난을 피하지 못할 책임이 있는 자로 긴급피난이 인정되지 않으나 예외적으로 감수범위를 넘는 경우에 자기를 위한 긴급피난이 가능하다.

## 판례
- 과잉피난이란 현재의 위난에 대한 피난행위는 있었으나 그 피난행위가 상당성의 정도를 초과한 경우이다. 따라서 긴급피난과 마찬가지로 피난의사가 있어야 한다.
- 형법 제22조 제1항의 긴급피난이란 자기 또는 타인의 법익에 대한 현재의 위난을 피하기 위한 상당한 이유 있는 행위를 말하고, 여기서 ‘상당한 이유 있는 행위’에 해당하려면, 첫째 피난행위는 위난에 처한 법익을 보호하기 위한 유일한 수단이어야 하고, 둘째 피해자에게 가장 경미한 손해를 주는 방법을 택하여야 하며, 셋째 피난행위에 의하여 보전되는 이익은 이로 인하여 침해되는 이익보다 우월해야 하고, 넷째 피난행위는 그 자체가 사회윤리나 법질서 전체의 정신에 비추어 적합한 수단일 것을 요하는 등의 요건을 갖추어야 한다[1]

### 긴급피난 긍정
- 미리 선박을 이동시키지 않고 있던 사이에 태풍을 만나 선박과 선원들의 안전을 위하여 사회통념상 가장 적절하고 필요불가결하다고 인정되는 조치를 취하였다면 형법상 긴급피난으로서 위법성이 없어서 범죄가 성립되지 아니한다.[2]
- 선장이 피조개양식장에 피해를 주지 않기 위해 양식장까지의 거리가 약 30미터가 되도록 선박의 닻줄을 7샤클(175미터)에서 5샤클(125미터)로 감아놓았는데, 태풍을 갑자기 만나게 되면서 선박의 안전을 위하여 어쩔 수 없이 선박의 닻줄을 7샤클로 늘여 놓았다가 피조개양식장을 침범하여 물적 피해를 야기한 경우(대판 1987.1.20, 85도221)
- 임신의 지속이 모체의 건강을 해칠 우려가 현저할 뿐더러 기형아 내지 불구아를 출산할 가능성마저도 없지 않다는 판단하에 부득이 취하게 된 산부인과 의사의 낙태수술행위는 정당행위 내지 긴급피난에 해당되어 위법성이 없다.[3]

### 긴급피난 부정
- 甲이 乙의 개가 자신의 애완견을 물어뜯는 공격을 하자 가지고 있던 기계톱을 작동시켜 乙의 개를 절단시켜 죽인 경우[4]
- 정당 당직자가 국회 외교통상 상임위원회 회의장 앞 복도에서 출입이 봉쇄된 회의장 출입구를 뚫을 목적으로 회의장 출입문 및 그 안쪽에 쌓여있던 집기를 손상하거나 국회 심의를 방해할 목적으로 회의장 내에 물을 분사한 경우[5]
- 자신의 진돗개를 물어뜯는 공격을 하였다는 이유로 소지하고 있던 기계톱으로 타인의 개를 내리쳐 등 부분을 절개하여 죽인 경우[6]
- 아파트 입주자대표회의 회장이 다수 입주민들의 민원에 따라 위성방송 수신을 방해하는 케이블TV방송의 시험방송 송출을 중단시키기 위하여 위 케이블TV방송의 방송안테나를 절단하도록 지시한 행위를 긴급피난 내지는 정당행위에 해당한다고 볼 수 없다[7]
- 10·26 사건 당시 대통령 비서실장 인 갑은 내란중요임무종사미수죄로 기소되었는데 재판과정에서 갑은 자신이 보안을 유지하고 계엄선포를 건의한 것은 아군간에 벌어질 유혈사태와 북괴남침도발을 막기 위한 행위로서 긴급피난에 해당하여 범죄가 성립하지 않는다고 주장하였다. 법원은 소위 피난의사가 있었다고 인정할 수 없는 이상 이 건 긴급피난의 성립을 인정할 수 없다고 판시하였다.[8]
- 피고인이 스스로 야기한 강간범행의 와중에서 피해자가 피고인의 손가락을 깨물며 반항하자 물린 손가락을 비틀며 잡아 뽑다가 피해자에게 치아결손의 상해를 입힌 행위는 법률상 긴급피난행위라 할 수 없다.[9]
- 집회장소 사용 승낙을 하지 않은 갑대학교측의 집회 저지 협조요청에 따라 경찰관들이 갑대학교 출입문에서 신고된 갑대학교에서의 집회에 참가하려는 자의 출입을 저지한 것은 경찰관직무집행법 제6조의 주거침입행위에 대한 사전 제지조치로 볼 수 있고, 비록 그 때문에 소정의 신고없이 을대학교로 장소를 옮겨서 집회를 하였다 하여 그 신고없이 한 집회가 긴급피난에 해당한다고도 할 수 없다[10]

## 같이 보기
- 카르네아데스의 널빤지
- 정당방위
- 대한민국 형법 제22조 긴급피난

## 참고 문헌
- 긴급피난 한국 브리태니커 온라인
- 손동권. 《체계적 형법 연습》. 율곡 출판사. 2005. ISBN 89-85177-91-5.